# D.F.C. in het seizoen 1963/64
Het seizoen 1963/1964 was het 10e jaar in het bestaan van de Dordtse betaaldvoetbalclub D.F.C.. De club kwam uit in de Tweede divisie B en eindigde daarin op de 14e plaats. Tevens deed de club mee aan het toernooi om de KNVB beker, hierin werd in de eerste ronde verloren van Willem II (3–4).

## Wedstrijdstatistieken

### Tweede divisie B
|       | AGOVV | Baronie | De Graafschap | Helmondia '55 | Hermes DVS | Limburgia | LONGA  | N.E.C. | NOAD  | Roda JC | SVV   | Vitesse | Wageningen | Wilhelmina | Xerxes |
| ----- | ----- | ------- | ------------- | ------------- | ---------- | --------- | ------ | ------ | ----- | ------- | ----- | ------- | ---------- | ---------- | ------ |
| Thuis | 0 – 0 | 2 – 2   | 2 – 2         | 0 – 0         | 2 – 2      | 0 – 0     | 10 – 0 | 1 – 1  | 0 – 0 | 0 – 2   | 1 – 3 | 1 – 0   | 3 – 3      | 1 – 1      | 0 – 1  |
| Uit   | 0 – 1 | 1 – 3   | 1 – 1         | 4 – 2         | 1 – 0      | 0 – 1     | 1 – 3  | 2 – 1  | 5 – 1 | 2 – 0   | 7 – 3 | 1 – 1   | 4 – 2      | 3 – 1      | 5 – 3  |

### KNVB beker
| 1e ronde                                       | D.F.C.                                      | 3 – 4 (3 – 3, 1 – 3) na verlenging | Willem II                               |
| 29 september 1963 Plaats: Dordrecht Krommedijk | Wim de Kreek Miklós Tódor Joop van Dijk 84' |                                    | 3', –', –' Coy Koopal 26' Willy Senders |

## Statistieken D.F.C. 1963/1964

### Eindstand D.F.C. in de Nederlandse Tweede divisie B 1963 / 1964
| Stand | Gespeeld | Gewonnen | Gelijk | Verloren | Punten | Doelpunten voor | Doelpunten tegen |
| ----- | -------- | -------- | ------ | -------- | ------ | --------------- | ---------------- |
| 14e   | 30       | 6        | 12     | 12       | 24     | 46              | 54               |

### Topscorers
| #                | Naam                            | Goal |
| ---------------- | ------------------------------- | ---- |
| 1.               | Jan Klijnjan                    | 13   |
| 2.               | Hans de Vos                     | 6    |
| 3.               | Freek Bellaard                  | 4    |
| 3.               | Fons van Rosmalen               | 4    |
| 5.               | Kees van den Bosch              | 3    |
| 5.               | Wim de Kreek                    | 3    |
| 5.               | Jan van Sluijsdam               | 3    |
| 8.               | Levi Mozes                      | 2    |
| 8.               | Miklós Tódor                    | 2    |
| 10.              | Joop van Dijk                   | 1    |
| 10.              | L. Fase                         | 1    |
| 10.              | Henk Jansen                     | 1    |
| 10.              | Bertus Los                      | 1    |
| Eigen doelpunten |                                 |      |
| 1.               | Enrico van Rooij (Wilhelmina)   | 1    |
| 1.               | Andre Schuerman (De Graafschap) | 1    |
| Totaal           | Totaal                          | 46   |

| #      | Naam          | Goal |
| ------ | ------------- | ---- |
| 1.     | Joop van Dijk | 1    |
| 1.     | Wim de Kreek  | 1    |
| 1.     | Miklós Tódor  | 1    |
| Totaal | Totaal        | 3    |